# Кашамура, Анисет
Анисет Кашамура (фр. Anicet Kashamura; 1928—2004) — левый политический деятель Демократической республики Конго, министр в правительстве Патриса Лумумбы.

## Биография
Выходец из племени Иджуи, родившийся в одноименной деревне на территории современной провинции Киву в семье племенного вождя, найденного обезглавленным после конфликта с бельгийской колониальной администрацией, от которой он требовал повышения оплаты труда для африканцев. Его сын тоже активно отстаивал интересы коренного населения, за что в 1953 rоду был обвинён в пропаганде подрывных коммунистических идей и неоднократно арестовывался. Вступив в контакты с социалистами Франции и Бельгии, он создавал различные политические организации в Бупаву и Бужумбуре, руководил комитетом социальных исследований, учредил социалистический профсоюз и редактировал газеты, в том числе «Vérité» («Правда»).
В августе 1958 года основал партию Центр африканской переrруппировки (Centre de Regroupement Africain, CEREA) с довольно радикальной программой социалистического толка, предусматривавшей создание государственного и кооперативного секторов в экономике, в том числе национализацию частной собственности европейских собственников, формирование на предприятиях рабочих комитетов, создание единоrо конголезского банка, а также повышение зарплаты рабочим, введение демократических институтов (тайное голосование, равноправие женщин), обеспечение всего населения светскими школами, ориентацию на страны «социалистического лагеря» и солидарность с освободительными движениями на юге Африки. Партия Кашамуры имела региональное значение, но в Киву она была ведущей, активно выступая против международноrо концерна «Национальный комитет Киву».
Наряду с Патрисом Лумумбой и Жозефом Касавубу стал одним из четырёх членов Исполнительного комитета, которому был поручен надзор над процессом получения страной независимости. Его партия вошла в коалицию националистических и сепаратистских сил, формировавших правительство Лумумбы, а сам он получил в нём пост министра по делам культуры и информации. В кабинете министров он, находивший курс Лумумбы слишком соглашательским, считался крайним радикалом, близким к министру просвещения — марксисту Пьеру Мулеле.
Вместе с премьером Лумумбой был смещён президентом Касавубу 5 сентября 1960 года. Удалился в родную провинцию Киву, где в начале 1961 года взял власть от имени контрправительства Антуана Гизенги в Стэнливиле, членом которого числился. Таким образом, был президентом Киву с 2 января по 24 февраля 1961 года. Однако когда Гизенга вошёл в правительство национального единства Сирила Адулы, Кашамура отправился в изгнание. Жил в Париже, где был профессором суахили в местной Школе восточных языков.
Вернуться в политическую жизнь ему позволило свержение режима Мобуту Альянсом демократических сил за освобождение Конго-Заира в 1997 году. Новый президент Лоран Кабила назначил Кашамуру председателем конституционной комиссии, ответственной за подготовку новой конституции. Автор книги «Лумумба и полковники» (фр. Lumumba aux colonels).